# Сосновцы (платформа)
Сосно́вцы — железнодорожная платформа Ярославского региона Северной железной дороги, находящаяся в деревне Сосновцы Ярославского района Ярославской области.
Платформа открыта в 1968 году. Состоит из двух низких боковых платформ, соединённых настилом через пути. В средней части над западной платформой установлен навес.
Поезда дальнего следования на платформе не останавливаются. В сутки через платформу проходит около 15 пар поездов в дальнем следовании.
Время движения от Ярославля-Главного — около 26 минут, от станции Данилов — около 1 часа 7 минут.

## Пригородное сообщение по платформе
| № поезда  | Маршрут движения                        | № поезда   | Маршрут движения                        |
| --------- | --------------------------------------- | ---------- | --------------------------------------- |
| 6225/6226 | Данилов — Телищево                      | 6227/6228  | Телищево — Данилов                      |
| 6214      | Ярославль-Главный — Данилов             | 6215       | Данилов — Ярославль-Главный             |
| 6220      | Ярославль-Главный — Данилов             | 6217       | Данилов — Ярославль (Московский вокзал) |
|           |                                         | 6219 летн. | Данилов — Ярославль-Главный             |
| 6220      | Ярославль (Московский вокзал) — Данилов | 6221       | Данилов — Ярославль (Московский вокзал) |